# Genista teretifolia
Genista teretifolia là một loài thực vật có hoa trong họ Đậu. Loài này được Willk. miêu tả khoa học đầu tiên.